# Municipio de Santa Gertrudis
El municipio de Santa Gertrudis es uno de los 570 municipios que conforman al estado mexicano de Oaxaca. Pertenece al distrito de Zimatlán, dentro de la región Valles Centrales. Su cabecera es la localidad de Santa Gertrudis.

## Demografía
El municipio está habitado por 2,858 personas; de las cuales, 66% se encuentran en situación de pobreza.
El grado promedio de escolaridad de la población de 15 años o más en el municipio era en 2010 de 6.3 años, frente al grado promedio de escolaridad en el Estado de 6.9 años. 

## Localidades
En 2010 se ubicaban estas poblaciones dentro del municipio:
| Localidad                         |
| --------------------------------- |
| Santa Gertrudis                   |
| La Barda Paso de Piedras          |
| Tercera Sección (Santa Gertrudis) |
| La Esmeralda                      |
| Barrio del Panteón                |